# Asparagus richardsiae
Asparagus richardsiae — вид рослин із родини холодкових (Asparagaceae).

## Біоморфологічна характеристика
Жорсткий прямовисний кущ до 2 метрів заввишки. Гілки запушені білими прямовисними волосками, шипи на головному стеблі ≈ 2 мм завдовжки, загнута донизу. Кладодії по 4–10 разом, шилоподібні, прямі чи зігнуті, 5–10 мм завдовжки. Квітки пазушні, поодинокі в пазухах кладодій; квітконіжки 4–5 мм завдовжки, зчленовані над серединою, нижня частина запушена. Листочки оцвітини зеленувато-жовті, з коричневим відтінком, 2.5–3 мм завдовжки.

## Середовище проживання
Ареал: Замбія.
Росте біля струмків на пологих схилах у тіні; на висотах 1200–1500 метрів.